# Stadio delle Alpi
Stadio delle Alpi, Alpstadion, var en fotbolls- och friidrottsarena i Turin i Italien. Den invigdes i maj 1990, inför VM i fotboll, som spelades i Italien i juni och juli det året. Från början spelade Juventus FC sina hemmamatcher på Stadio Olimpico di Torino, men tog efter fotbolls-VM 1990 i Italien över Stadio delle Alpi. Arenan rymde 67 229 åskådare (ursprungligen 69 041).
År 2006 bestämde sig Juventus FC för att bygga en ny arena på dess plats, och flyttade då tillfälligt tillbaka till Stadio Olimpico di Torino. Stadio delle Alpi revs i februari 2009 och den nya arenan, Juventus Stadium, invigdes i september 2011 med en publikkapacitet på cirka 50 000 platser.